# Страудський фунт
Страудський фунт — місцева валюта, що використовується у Страуді, Глостершир. Його запровадили 12 вересня 2009 року. Він став третьою місцевою валютою, після і тотнеського фунта і фунта Льюїса, що запровадили за останні роки в Англії.

## Історія
Створення страудського фунта стало ініціативою місцевої організації перехідних міст. На відміну від фунта Тотнеса і фунта Льюїса, ця схема базується на Кімгауері, валюті громади, що циркулює в регіоні Кімгау Баварії, Німеччина, з 2003 року. Станом на квітень 2010 року в програмі беруть участь 30 підприємств у Глостерширі.
У день запуску було продано місцевої валюти кількістю на понад 1 000 страудських фунтів.
Однак у 2011 році було випущено лише 4 000 страудських фунтів. Деякі місцеві підприємства скаржилися на клопоти і говорили, що клієнти все ще підтримують їх, але вважають за краще використовувати фунт стерлінгів.
У 2015 році проводилася дискусія щодо можливого перезапуску.
Один із засновників, Моллі Скотт Като, у 2016 році заявила, що валюта «ніколи не була життєздатною».
Станом на  листопад 2019 вебсайт не оновлювався ще з 2012 року, але Stroud Pound Co-op Ltd все ще існує.

## Дизайн
Stroud Pounds були доступні в чотирьох номіналах: £1, £2, £5 і £10. На всіх купюрах зображено мурал Філіпи Трелфолл 1972 року «Будівлі Страуда», а на лицьовій стороні — черсак посівний (Dipsacus sativus), а на зворотному боці — різноманітні зображення місцевого значення (в тому числі місцевих знаменитостей, пейзажі, флору і фауну). На найвищому номіналі зображено письменника Лорі Лі. Дизайн надруковано яскравими кольорами на захищеному папері з водяними знаками.